# Coupe de la ville d'Offida 2016
 (septembre 2016).
Si vous disposez d'ouvrages ou d'articles de référence ou si vous connaissez des sites web de qualité traitant du thème abordé ici, merci de compléter l'article en donnant les références utiles à sa vérifiabilité et en les liant à la section « Notes et références ».
La Coupe de la ville d'Offida est une course de catégorie 1.2U disputé le 17 août autour de Offida

## Présentation

### Équipes
| Équipes continentales (9)- D'Amico Bottecchia - Dimension Data-Qhubeka - FixIT.no - GM Europa Ovini - Giant Scatto U23 - Norda-MG.Kvis - Radenska Ljubljana - Astana City - Unieuro Wilier Équipes nationales (3)- Grande-Bretagne espoirs - Maroc - Russie |
| |

### Classement général
| \| Classement général \| Classement général \| Classement général \| Classement général \| Classement général \| \| Coureur \| Coureur \| Pays \| Équipe \| Temps \| \| ------------------ \| ------------------ \| ------------------ \| ------------------ \| ------------------ \| \| 1er \| Enrico Salvador \| Italie \| Unieuro Wilier \| 3 h 51 min 53 s \| \| 2e \| Filippo Zaccanti \| Italie \| Colpack \| + 3 s \| \| 3e \| Filippo Rocchetti \| Italie \| \| + 29 s \| |                   |        |                |                 |
| |                   |        |                |                 |
| |                   |        |                |                 |
| Classement général |                   |        |                |                 |
| Coureur | Coureur           | Pays   | Équipe         | Temps           |
| 1er | Enrico Salvador   | Italie | Unieuro Wilier | 3 h 51 min 53 s |
| 2e | Filippo Zaccanti  | Italie | Colpack        | + 3 s           |
| 3e | Filippo Rocchetti | Italie |                | + 29 s          |

## UCI Europe Tour
La Coupe de la ville d'Offida est une course faisant partie de l'UCI Europe Tour 2016 en catégorie 1.2U, les 10 meilleurs temps du classement final emporte donc de 30 à 1 points.
| Position | 1er | 2e | 3e | 4e | 5e | 6e | 7e | 8e | 9e | 10e |
| -------- | --- | -- | -- | -- | -- | -- | -- | -- | -- | --- |
| PTS UCI  | 30  | 25 | 20 | 15 | 10 | 5  | 3  | 1  | 1  | 1   |